# Oscar Robertson
Oscar Palmer Robertson (* 24. listopadu 1938 Charlotte, Tennessee, USA) je bývalý americký basketbalista, známý pod přezdívkou The Big O.
Narodil se v Tennessee, jako čtyřletý se s rodiči přestěhoval do Indianapolis. Vyrůstal v chudinské čtvrti, navštěvoval černošskou střední školu Crispus Attucks, jejíž basketbalový tým dovedl v letech 1955 a 1956 k titulu mistra Indiany. Poté hrál za univerzitní tým Cincinnati Bearcats, s amatérským výběrem USA se stal olympijským vítězem v Římě 1960. Ve stejném roce byl draftován do National Basketball Association klubem Cincinnati Royals, v sezóně 1960/61 získal cenu pro nejlepšího nováčka soutěže. Dvanáctkrát v řadě byl nominován k NBA All-Star Game, v roce 1964 získal cenu pro nejužitečnějšího hráče sezóny. V roce 1970 přestoupil do Milwaukee Bucks a hned v první sezóně získal mistrovský titul, který je pro Milwaukee dosud jediný. Během čtrnáctileté kariéry v NBA zaznamenal 26 710 bodů (průměr 25,7 na zápas). Byl zařazen na seznam Padesát nejlepších hráčů v historii NBA, který byl sestaven v roce 1996 k padesátému výročí založení soutěže.
Angažoval se v hnutí za práva Afroameričanů, podstoupil také úspěšný soudní proces, v němž vymohl na vedení ligy lepší podmínky pro profesionální basketbalisty. Po odchodu ze sportovního prostředí úspěšně podnikal v chemickém průmyslu. V roce 1997 daroval svojí dceři ledvinu, poté vystupoval jako aktivista nadace podporující transplantace. V roce 2007 obdržel za svoji sportovní i charitativní činnost čestný doktorát univerzity v Cincinnati. Cena pro nejlepšího amerického vysokoškolského basketbalistu roku se na jeho počest jmenuje Oscar Robertson Trophy.